# 1895년
1895년은 화요일로 시작하는 평년이다.

## 연호
- 조선(朝鮮) 개국(開國) 504년
- 청(淸) 광서(光緖) 21년
- 일본(日本) 메이지(明治) 28년
- 응우옌 왕조(阮朝) 타인타이(成泰) 7년

## 기년
- 청(淸) 덕종 광서제(德宗 光緖帝) 21년
- 조선(朝鮮) 고종(高宗) 32년
- 응우옌 왕조(阮朝) 성태제(成泰帝) 7년

## 사건
- 1월 8일 - 홍범 14조가 반포되다.
- 4월 17일 - 청나라의 북양대신인 이홍장과 일본 제국의 이토 히로부미 사이에서 마관조약이 체결되어 청일전쟁이 일본의 압승으로 종결. 청나라, 조선이 완전한 자주독립국을 인정함.
- 5월 5일 - 프랑스, 독일 제국, 제정 러시아에 의해 획책된 삼국간섭으로 인해 일본 제국이 청나라에게 랴오둥반도를 반환하고 3국에게 통고.
- 5월 10일 - 대만총독부 설치.
- 6월 2일 - 이탈리아 왕국에서 총선이 실시되어 역사적 좌파 진영의 집권이 유지되었다.
- 6월 18일 - 조선의 지방제도를 8도에서 23부로 개편하는 칙령(제98호) 반포.
- 7월 19일 - 서울광희초등학교 개교
- 8월 16일 - 나가사키, 부산 간 해저전선 완성.
- 10월 5일 - 조지 B. 셀든(George B. Selden)이 자동차 관련 미국 특허를 획득.
- 10월 8일 - 명성황후가 일본 낭인들에게 피살됨(을미사변).
- 10월 21일 - 청일 전쟁의 결과 대만이 청나라로부터 분리돼 일본에 병합되다.
- 11월 2일  -  첫 번째 가솔린 동력을 이용한 경주가 미국에서 개최되다. 1등 상금은 2천 달러였다.
- 11월 8일 - 빌헬름 콘라트 뢴트겐이 X선을 발견하다.
- 12월 28일 - 뤼미에르 형제, 최초로 프랑스에서 영화 상영.
- 12월 30일 - 김홍집 내각, 단발령 공포.

## 탄생

### 1월
- 1월 1일 - 미국의 공무원 J. 에드거 후버. (~1972년)
- 1월 7일 - 루마니아의 피아노 연주자 클라라 하스킬. (~1960년)
- 1월 15일
  - 대한민국의 기업인 유일한. (~1971년)
  - 핀란드의 생화학자 아르투리 일마리 비르타넨. (~1973년)

### 2월
- 2월 6일
  - 소련의 군인 세묜 티모셴코.
  - 미국의 야구 선수 베이브 루스. (~1948년)
- 2월 14일 - 독일의 철학자 막스 호르크하이머. (~1973년)

### 3월
- 3월 5일 - 브라질의 축구 선수, 축구 감독 네쿠. (~1977년)
- 3월 9일 - 대한민국의 정치인 백낙준. (~1985년)
- 3월 14일
  - 대한민국의 최고령 할머니 최애기. (~2005년)
  - 일제강점기의 독립운동가, 언론인 김준연. (~1971년)
- 3월 21일 - 멕시코의 대통령, 혁명가 라사로 카르데나스. (~1970년)

### 4월
- 4월 20일 - 일제강점기, 대한민국의 정치인 이종형. (~1954년)

### 5월
- 5월 6일 - 이탈리아의 배우 루돌프 발렌티노. (~1926년)
- 5월 8일 - 미국의 로마 가톨릭 주교 풀턴 신. (~1979년)

### 6월
- 6월 4일 - 이탈리아의 파시스트 정치가 디노 그란디. (~1988년)
- 6월 6일 - 대한민국의 독립운동가 장진홍. (~1930년)
- 6월 10일 - 터키의 군인, 정치인, 대통령 제말 귀르셀. (~1966년)
- 6월 25일 - 대한민국의 독립운동가 김익상. (~1925년)

### 7월
- 7월 12일 - 미국의 건축가 버크민스터 풀러. (~1983년)

### 8월
- 8월 11일 - 영국의 통계학자 이건 피어슨. (~1980년)
- 8월 23일 - 일제강점기의 조선총독부 김경진. (~1975년)
- 8월 31일 - 일본의 사진가 오카다 고요. (~1972년)

### 9월
- 9월 2일 - 대한민국의 독립운동가 신석우. (~1953년)
- 9월 11일 - 인도의 사상가 비노바 바베. (~1982년)
- 9월 30일 - 구 소련의 군인, 정치인 알렉산드르 바실렙스키. (~1977년)

### 10월
- 10월 4일 - 미국의 영화 배우 버스터 키턴. (~1966년)
- 10월 6일 - 대한민국의 독립운동가 김만재.
- 10월 8일
  - 알바니아의 국왕 조구 1세. (~1961년)
  - 아르헨티나의 36,47대 대통령 후안 도밍고 페론. (~1974년)
- 10월 10일 - 중국의 소설가, 문명비평가 린위탕. (~1976년)
- 10월 13일 - 터키의 정치인 제말 귀르셀. (~1966년)

### 11월
- 11월 10일 - 미국의 엔지니어, 사업가, 노스럽 그러먼 설립자 잭 노스롭. (~1981년)
- 11월 25일 - 체코슬로바키아 군인, 정치가 루드비크 스보보다. (~1979년)

### 12월
- 12월 3일 - 중화민국의 군벌 성스차이. (~1970년)
- 12월 14일 - 영국의 국왕 조지 6세. (~1952년)

### 미상
- 대한민국의 독립운동가 이정. (~1943년)
- 세르비아의 육군 소피야 요바노비치. (~1979년)
- 대한민국의 독립운동가 신형식. (~1939년)

## 사망
- 4월 24일 - 조선의 농민운동가 전봉준. (1855년~)
- 8월 5일 - 독일의 경제학자 프리드리히 엥겔스. (1820년~)
- 9월 28일 - 프랑스의 화학자, 미생물학자 루이 파스퇴르. (1822년~)
- 10월 8일 - 대한제국의 고종의 왕비 명성황후. (1851년~)
- 11월 27일 - 프랑스의 소설가 알렉상드르 뒤마 피스. (1824년~)

## 달력
| 1월 |    |    |    |    |    |    |
| 일  | 월 | 화 | 수 | 목 | 금 | 토 |
|     |    | 1  | 2  | 3  | 4  | 5  |
| 6   | 7  | 8  | 9  | 10 | 11 | 12 |
| 13  | 14 | 15 | 16 | 17 | 18 | 19 |
| 20  | 21 | 22 | 23 | 24 | 25 | 26 |
| 27  | 28 | 29 | 30 | 31 |    |    |

| 2월 |    |    |    |    |    |    |
| 일  | 월 | 화 | 수 | 목 | 금 | 토 |
|     |    |    |    |    | 1  | 2  |
| 3   | 4  | 5  | 6  | 7  | 8  | 9  |
| 10  | 11 | 12 | 13 | 14 | 15 | 16 |
| 17  | 18 | 19 | 20 | 21 | 22 | 23 |
| 24  | 25 | 26 | 27 | 28 |    |    |

| 3월 |    |    |    |    |    |    |
| 일  | 월 | 화 | 수 | 목 | 금 | 토 |
|     |    |    |    |    | 1  | 2  |
| 3   | 4  | 5  | 6  | 7  | 8  | 9  |
| 10  | 11 | 12 | 13 | 14 | 15 | 16 |
| 17  | 18 | 19 | 20 | 21 | 22 | 23 |
| 24  | 25 | 26 | 27 | 28 | 29 | 30 |
| 31  |    |    |    |    |    |    |

| 4월 |    |    |    |    |    |    |
| 일  | 월 | 화 | 수 | 목 | 금 | 토 |
|     | 1  | 2  | 3  | 4  | 5  | 6  |
| 7   | 8  | 9  | 10 | 11 | 12 | 13 |
| 14  | 15 | 16 | 17 | 18 | 19 | 20 |
| 21  | 22 | 23 | 24 | 25 | 26 | 27 |
| 28  | 29 | 30 |    |    |    |    |

| 5월 |    |    |    |    |    |    |
| 일  | 월 | 화 | 수 | 목 | 금 | 토 |
|     |    |    | 1  | 2  | 3  | 4  |
| 5   | 6  | 7  | 8  | 9  | 10 | 11 |
| 12  | 13 | 14 | 15 | 16 | 17 | 18 |
| 19  | 20 | 21 | 22 | 23 | 24 | 25 |
| 26  | 27 | 28 | 29 | 30 | 31 |    |

| 6월 |    |    |    |    |    |    |
| 일  | 월 | 화 | 수 | 목 | 금 | 토 |
|     |    |    |    |    |    | 1  |
| 2   | 3  | 4  | 5  | 6  | 7  | 8  |
| 9   | 10 | 11 | 12 | 13 | 14 | 15 |
| 16  | 17 | 18 | 19 | 20 | 21 | 22 |
| 23  | 24 | 25 | 26 | 27 | 28 | 29 |
| 30  |    |    |    |    |    |    |

| 7월 |    |    |    |    |    |    |
| 일  | 월 | 화 | 수 | 목 | 금 | 토 |
|     | 1  | 2  | 3  | 4  | 5  | 6  |
| 7   | 8  | 9  | 10 | 11 | 12 | 13 |
| 14  | 15 | 16 | 17 | 18 | 19 | 20 |
| 21  | 22 | 23 | 24 | 25 | 26 | 27 |
| 28  | 29 | 30 | 31 |    |    |    |

| 8월 |    |    |    |    |    |    |
| 일  | 월 | 화 | 수 | 목 | 금 | 토 |
|     |    |    |    | 1  | 2  | 3  |
| 4   | 5  | 6  | 7  | 8  | 9  | 10 |
| 11  | 12 | 13 | 14 | 15 | 16 | 17 |
| 18  | 19 | 20 | 21 | 22 | 23 | 24 |
| 25  | 26 | 27 | 28 | 29 | 30 | 31 |

| 9월 |    |    |    |    |    |    |
| 일  | 월 | 화 | 수 | 목 | 금 | 토 |
| 1   | 2  | 3  | 4  | 5  | 6  | 7  |
| 8   | 9  | 10 | 11 | 12 | 13 | 14 |
| 15  | 16 | 17 | 18 | 19 | 20 | 21 |
| 22  | 23 | 24 | 25 | 26 | 27 | 28 |
| 29  | 30 |    |    |    |    |    |

| 10월 |    |    |    |    |    |    |
| 일   | 월 | 화 | 수 | 목 | 금 | 토 |
|      |    | 1  | 2  | 3  | 4  | 5  |
| 6    | 7  | 8  | 9  | 10 | 11 | 12 |
| 13   | 14 | 15 | 16 | 17 | 18 | 19 |
| 20   | 21 | 22 | 23 | 24 | 25 | 26 |
| 27   | 28 | 29 | 30 | 31 |    |    |

| 11월 |    |    |    |    |    |    |
| 일   | 월 | 화 | 수 | 목 | 금 | 토 |
|      |    |    |    |    | 1  | 2  |
| 3    | 4  | 5  | 6  | 7  | 8  | 9  |
| 10   | 11 | 12 | 13 | 14 | 15 | 16 |
| 17   | 18 | 19 | 20 | 21 | 22 | 23 |
| 24   | 25 | 26 | 27 | 28 | 29 | 30 |

| 12월 |    |    |    |    |    |    |
| 일   | 월 | 화 | 수 | 목 | 금 | 토 |
| 1    | 2  | 3  | 4  | 5  | 6  | 7  |
| 8    | 9  | 10 | 11 | 12 | 13 | 14 |
| 15   | 16 | 17 | 18 | 19 | 20 | 21 |
| 22   | 23 | 24 | 25 | 26 | 27 | 28 |
| 29   | 30 | 31 |    |    |    |    |

### 음양력 대조 일람
| 음력월 | 월건 | 대소 | 음력 1일의 양력 월일 | 음력 1일 간지 |
| ------ | ---- | ---- | -------------------- | ------------- |
| 1월    | 무인 | 대   | 1월 26일             | 계유          |
| 2월    | 기묘 | 소   | 2월 25일             | 계묘          |
| 3월    | 경진 | 대   | 3월 26일             | 임신          |
| 4월    | 신사 | 소   | 4월 25일             | 임인          |
| 5월    | 임오 | 대   | 5월 24일             | 신미          |
| 윤5월  |      | 소   | 6월 23일             | 신축          |
| 6월    | 계미 | 소   | 7월 22일             | 경오          |
| 7월    | 갑신 | 대   | 8월 20일             | 기해          |
| 8월    | 을유 | 소   | 9월 19일             | 기사          |
| 9월    | 병술 | 대   | 10월 18일            | 무술          |
| 10월   | 정해 | 소   | 11월 17일            | 무진          |
| 11월   | 무자 | 대   | 12월 16일            | 정유          |
| 12월   | 기축 | 소   | 1896년 1월 15일      | 정묘          |